# Aaptos rosacea
Aaptos rosacea là một loài động vật thân lỗ thuộc họ Suberitidae. Loài này được mô tả năm 1994.